# Studium Theologicum Jerosolimitanum
Studium Theologicum Jerosolimitanum (STJ) (pol. Jerozolimskie Studium Teologiczne) – seminarium duchowne Kustodii Ziemi Świętej, mieszczące się w klasztorze San Salvatore na Starym Mieście w Jerozolimie.

## Historia
Zostało założone w 1866 dla kształcenia przyszłych kapłanów zakonnych, którzy mieli pełnić posługę duszpasterską w Ziemi Świętej. W ciągu ponad 150-letniej działalności przygotowało do kapłaństwa poprzez formację zakonną i intelektualną setki franciszkanów, którzy pracowali, bądź też pracują na Bliskim Wschodzie oraz na prawie wszystkich kontynentach.
Dnia 2 marca 1971 watykańska Kongregacja ds. Wychowania Katolickiego afiliowała Studium do Pontificio Ateneo Antonianum, późniejszego Papieskiego Uniwersytetu Antonianum. Studia trwają sześć lat (filozofia, teologia, orientalistyka). Absolwenci uzyskują tytuł magistra teologii nadany przez Papieski Uniwersytet Antonianum.
W roku 1982 ta sama Kongregacja ustanowiła Jerozolimskie Studium Teologiczne pierwszym cyklem – filozoficzno-teologicznym – Studium Biblicum Franciscanum. Językiem wykładowym uczelni jest włoski. Specyfika miejsca, w którym działa uczelnia, wpłynęła na włączenie do listy obowiązkowych przedmiotów, których nie wykłada się w typowych seminariach duchownych: prawo kanoniczne Kościołów wschodnich, islamizm, archeologia chrześcijańska, historia Kościołów wschodnich i ekumenizmu, judaizm, historia Kustodii Ziemi Świętej, wycieczki krajoznawcze po Ziemi Świętej, języki mówione – arabski, hebrajski i grecki. W uczelni kultywuje się śpiew gregoriański, który jest typowy dla liturgii łacińskiej w bazylice Bożego Grobu i bazylice Narodzenia w Betlejem.
Absolwenci Studium są cenionymi przewodnikami po Ziemi Świętej. Wielu pracuje w oficjalnych przedstawicielstwach Kustodii Ziemi Świętej na całym świecie, zwanych Komisariatami Ziemi Świętej.